# 75-й Венецианский кинофестиваль
75-й ежегодный Венецианский международный кинофестиваль проходил с 29 августа по 8 сентября 2018 года. Жюри основного конкурса возглавил мексиканский режиссёр Гильермо дель Торо, получивший на прошлом фестивале Золотого Льва за фильм «Форма воды». Фильмом открытия фестиваля стала лента Дэмьена Шазелла «Человек на Луне».
6 сентября 2018 кинорежиссёр Дэвид Кроненберг получил почётного «Золотого льва» за вклад в кинематограф.

## Жюри

### Основной конкурс
- Гильермо дель Торо — режиссёр и продюсер (председатель жюри)
- Наоми Уоттс — актриса
- Кристоф Вальц — актёр и режиссёр
- Паоло Дженовезе — режиссёр и сценарист
- Тайка Вайтити — режиссёр, актёр и сценарист
- Малгожата Шумовская — режиссёр, сценарист и продюсер
- Николь Гарсиа — актриса театра и кино, режиссёр
- Трине Дюрхольм — актриса и певица
- Сильвия Чан[англ.] — актриса, сценарист и режиссёр[4]

## Конкурсная программа
| Лауреат «Золотого льва» выделен отдельным цветом. |

| Лауреат гран-при жюри выделен отдельным цветом. |

### Основной конкурс
| Название                                | Оригинальное название                       | Режиссёр                        | Страна                                        |
| --------------------------------------- | ------------------------------------------- | ------------------------------- | --------------------------------------------- |
| Человек на Луне (фильм открытия)        | First Man                                   | Дэмьен Шазелл                   | США                                           |
| Гора                                    | The Mountain                                | Рик Элверсон                    | США                                           |
| Двойная жизнь                           | Doubles vies (Non-fiction)                  | Оливье Ассаяс                   | Франция                                       |
| Братья Систерс                          | The Sisters Brothers                        | Жак Одиар                       | Франция · США · Румыния · Испания             |
| Баллада Бастера Скраггса                | The Ballad of Buster Scruggs                | Братья Коэн                     | США                                           |
| Голос люкс                              | Vox Lux                                     | Брэди Корбет                    | США                                           |
| Рома                                    | Roma                                        | Альфонсо Куарон                 | США · Мексика                                 |
| 22 июля                                 | 22 July                                     | Пол Гринграсс                   | США · Норвегия · Исландия                     |
| Суспирия                                | Suspiria                                    | Лука Гуаданьино                 | США · Италия                                  |
| Работа без авторства                    | Werk ohne Autor                             | Флориан Хенкель фон Доннерсмарк | Германия                                      |
| Соловей                                 | The Nightingale                             | Дженнифер Кент                  | Австралия                                     |
| Фаворитка                               | The Favourite                               | Йоргос Лантимос                 | США · Великобритания · Ирландия               |
| Петерлоо                                | Peterloo                                    | Майкл Ли                        | Великобритания · США                          |
| Революция на Капри                      | Capri-Revolution                            | Марио Мартоне                   | Италия · Франция                              |
| Что ты будешь делать, когда мир в огне? | What You Gonna Do When The World’s On Fire? | Роберто Минервини               | Италия · США · Франция                        |
| Закат                                   | Napszállta                                  | Ласло Немеш                     | Венгрия · Франция                             |
| Близкие враги                           | Frères Ennemis                              | Давид Эльхоффен                 | Франция · Бельгия                             |
| Наше время                              | Nuestro Tiempo                              | Карлос Рейгадас                 | Мексика · Франция · Германия · Дания · Швеция |
| Ван Гог. На пороге вечности             | At Eternity’s Gate                          | Джулиан Шнабель                 | Франция · США                                 |
| Обвиняемая                              | Acusada                                     | Гонсало Тобаль                  | Аргентина · Мексика                           |
| Убийство                                | Killing                                     | Синъя Цукамото                  | Япония                                        |

### Программа «Горизонты»
Программа секции «Горизонты» включает 19 фильмов.
| Название                         | Оригинальное название                        | Режиссёр                                    | Страна                                   |
| -------------------------------- | -------------------------------------------- | ------------------------------------------- | ---------------------------------------- |
| Манта Рэй                        | Kraben Rahu (Manta Ray)                      | Путтифонг Арунфенг (Phuttiphong Aroonpheng) | Таиланд · Франция · Китай                |
| Сони                             | Soni                                         | Айван Эр (Ivan Ayr)                         | Индия                                    |
| Река                             | Ozen (The River)                             | Эмир Байгазин                               | Казахстан · Польша · Норвегия            |
| Ночь двенадцатилетия             | La Noche de 12 Años                          | Альваро Брехнер                             | Испания · Аргентина · Уругвай · Франция  |
| Декабрь                          | Deslembro                                    | Флавия Кастро                               | Бразилия · Франция · Катар               |
| Анонс                            | Anons (The Announcement)                     | Махмут Фазил Чошкун (Mahmut Fazıl Coşkun)   | Турция · Болгария                        |
| На моей коже                     | Sulla Mia Pelle                              | Алессио Кремонини                           | Италия                                   |
| И вдруг однажды                  | Un Giorno All’Improvviso                     | Киро Д’Эмилио (Ciro D’Emilio)               | Италия                                   |
| Чарли говорит                    | Charlie Says                                 | Мэри Хэррон                                 | США                                      |
| Новая жизнь Аманды               | Amanda                                       | Микаэль Херс                                | Франция                                  |
| День, когда я потеряла свою тень | Yom Adaatou Zouli (The Day I Lost My Shadow) | Судад Кадан (Soudade Kaadan)                | Сирия · Ливан · Франция · Катар          |
| Энка                             | L’Enkas                                      | Сара Маркс (Sarah Marx)                     | Франция                                  |
| Человек, который удивил всех     | Человек, который удивил всех                 | Наталья Меркулова, Алексей Чупов            | Россия · Эстония · Франция               |
| Воспоминания моего тела          | Kucumbu Tubuh Indahku (Memories Of My Body)  | Гарин Нугрохо                               | Индонезия                                |
| Лежал, умирая                    | Hamchenan Ke Mimordam (As I Lay Dying)       | Мустафа Сайари (Mostafa Sayyari)            | Иран                                     |
| Пророчество броненосца           | La Profezia Dell’Armadillo                   | Эмануэле Скаринджи                          | Италия                                   |
| Раздетый                         | Erom (Stripped)                              | Ярон Шани                                   | Израиль · Германия                       |
| Джинпа                           | Jinpa                                        | Пема Цеден (Pema Tseden)                    | Китай                                    |
| Тель-Авив в огне                 | Tel Aviv On Fire                             | Самех Зоаби (Sameh Zoabi)                   | Люксембург · Франция · Израиль · Бельгия |

## Внеконкурсные показы
| Название                   | Оригинальное название   | Режиссёр              | Страна              |
| -------------------------- | ----------------------- | --------------------- | ------------------- |
| Звезда родилась            | A Star Is Born          | Брэдли Купер          | США                 |
| История без имени          | Una Storia Senza Nome   | Роберто Андо          | Италия · Франция    |
| Отдыхающие                 | Les Estivants           | Валерия Бруни-Тедески | Франция · Италия    |
| Шедевр                     | Mi Obra Maestra         | Гастон Дюпра          | Аргентина · Испания |
| Трамвай в Иерусалиме       | A Tramway in Jerusalem  | Амос Гитай            | Израиль · Франция   |
| Один король — одна Франция | Un Peuple et Son Roi    | Пьер Шоллер           | Франция · Бельгия   |
| Неподвижность              | La Quietud              | Пабло Траперо         | Аргентина           |
| Закатать в асфальт         | Dragged Across Concrete | С. Крэйг Залер        | США · Канада        |
| Тень                       | Ying                    | Чжан Имоу             | Китай               |

### Документальные
| Название                             | Оригинальное название                   | Режиссёр                            | Страна                       |
| ------------------------------------ | --------------------------------------- | ----------------------------------- | ---------------------------- |
| 1938 Разный                          | 1938 Diversi                            | Джорджио Тревес                     | Италия                       |
| Письмо от друга из Газы              | A Letter to a Friend in Gaza            | Амос Гитай                          | Израиль                      |
| Американская Дхарма                  | American Dharma                         | Эррол Моррис                        | США · Великобритания         |
| Акварель                             | Aquarela                                | Виктор Косаковский                  | Великобритания · Германия    |
| Гитары Кармин-стрит                  | Carmine Street Guitars                  | Рон Манн                            | Канада                       |
| Эль Пепе: Верховная жизнь            | El Pepe: Una Vida Suprema               | Эмир Кустурица                      | Аргентина · Уругвай · Сербия |
| Введение во тьму                     | Introduzione All’Oscuro                 | Гастон Солники                      | Аргентина · Австрия          |
| ИГИЛ, Завтра. Потерянные души Мосула | ISIS, Tomorrow. The Lost Souls of Mosul | Франческа Манноччи, Алессио Ромензи | Италия · Германия            |
| Монровия, Индиана                    | Monrovia, Indiana                       | Фредерик Уайзман                    | США                          |
| Процесс                              | Process                                 | Сергей Лозница                      | Нидерланды                   |
| Твоё лицо                            | Ni De Lian                              | Цай Минлян                          | Китайская Республика         |

### Специальные мероприятия
| Название                       | Оригинальное название         | Режиссёр      | Страна |
| ------------------------------ | ----------------------------- | ------------- | ------ |
| Меня полюбят после моей смерти | They’ll Love Me When I’m Dead | Морган Невилл | США    |
| Другая сторона ветра           | The Other Side of the Wind    | Орсон Уэллс   | США    |

## Награды

### Основные награды
- Золотой лев — «Рома» реж. Альфонсо Куарон
- Приз Большого жюри — Серебряный лев — «Фаворитка» реж. Йоргос Лантимос
- Серебряный лев за режиссуру — «Братья Систерс» реж. Жак Одиар
- Кубок Вольпи за лучшую мужскую роль — Уиллем Дефо за фильм «Ван Гог. На пороге вечности»
- Кубок Вольпи за лучшую женскую роль — Оливия Колман за фильм «Фаворитка»
- Золотая Озелла — приз за лучший сценарий — Братья Коэн за фильм «Баллада Бастера Скраггса»
- Специальный приз жюри — «Соловей» реж. Дженнифер Кент
- Приз Луиджи Ди Лаурентиса – Лев Будущего за лучший дебютный фильм — «День, когда я потеряла свою тень» реж. Судад Кадан
- Приз Марчелло Мастроянни — Байкали Ганамбарр за роль в фильме «Соловей»

### Награды за вклад в кинематограф
- «Золотой лев Святого Марка» за вклад в мировой кинематограф — Ванесса Редгрейв и Дэвид Кроненберг

### Программа «Горизонты» (Orizzonti)
- Приз за лучший фильм — «Путтифонг Арунфенг» реж. Манта Рэй
- Приз за режиссуру — «Река» реж. Эмир Байгазин
- Специальный приз жюри — «Анонс» реж. Махмут Фазил Чошкун
- Приз лучшему актёру — Каис Насеф за роль в фильме «Тель-Авив в огне»
- Приз лучшей актрисе — Наталья Кудряшова за роль в фильме «Человек, который удивил всех»

### Конкурс короткометражных фильмов (Corto Cortissimo)
- Приз Лев Corto Cortissimo — за лучший короткометражный фильм — «Кадо» реж. Адитья Ахмад (Индонезия)

### Программа «Венецианская классика»
- Приз за лучший отреставрированный фильм — «Ночь святого Лоренцо» (1982) реж. Паоло и Витторио Тавиани

### Независимые награды
- Приз ФИПРЕССИ — «Закат» реж. Ласло Немеш